# 银田镇
银田镇，是中华人民共和国湖南省湘潭市韶山市下辖的一个乡镇级行政单位。

## 行政区划
银田镇下辖以下地区：
银田镇社区、青石村、南村、茶园村、鳌石村、凤家村、长田村、南湖村、三华村、夕丰村、北托村和槐星村。